# Senyoria d'Aulnay
La senyoria d'Aulnay fou una jurisdicció feudal sota vassallatge del comtat de Dammartin.
El primer senyor esmentat fou Martí vers el 1030; el va seguir el seu possible fill Gautier esmentat entre 1078 i 1093, pare de Felip que el va succeir, i de Pere, següent successor mort el 1143. Aquí la línia no està clara, i se sap que segueixen Gautier i Guillem però no l'orde de successió. El primer successor (un dels dos) era fill de Pere i hauria mort vers 1163/1165 i el segon és esmentat per darrer cop el 1196. després la família es va fraccionar en branques. Es creu que una branca es va establir a Grècia on apareixen a Arcàdia els barons d'Aulnay o Aulnoy.
- Vegeu també: Vescomtat d'Aunay